# 博史池畠
博史池畠（ひろし いけはた、本名：池畠 博史（いけはた ひろし）、1979年10月24日 - ）は、日本の男性アニメ演出家・監督。東京都出身。大阪芸術大学芸術学部映像学科卒業。

## 来歴・人物
大阪芸術大学芸術学部映像学科へ進学後、SF研究会に所属。在学中は自主制作に取り組み、CGアニメコンテストにて外伝大賞などを受賞。その後、サークル部長も務める。
大学卒業後、アニメ業界入り。2006年『無敵看板娘』第11話「対決! ワンワンVSニャーニャー」にて初演出。2013年『ロボットガールズZ』にてテレビシリーズ初監督。
作品によって、本名である「池畠博史」や「池畠ヒロ史」、「池畠ヒロシ」（いずれも読み方は同じ）名義などでクレジットされることがあったが、2010年代以降は「博史池畠」で統一されている。

## 参加作品

### テレビアニメ
2006年
- 無敵看板娘（演出）
- Project BLUE 地球SOS（演出）
- おねがいマイメロディ 〜くるくるシャッフル!〜（2006年 - 2007年、演出）
- 天保異聞 妖奇士（演出）

2007年
- 月面兎兵器ミーナ（演出）
- RED GARDEN（演出）
- 結界師（演出）
- おねがいマイメロディ すっきり♪（2007年 - 2008年、演出）
- もえたん（演出）
- 天元突破グレンラガン（演出）
- おおきく振りかぶって（演出）
- もやしもん（演出）
- ハヤテのごとく!（2007年 - 2008年、演出）

2008年
- ロザリオとバンパイア（絵コンテ・演出）
- 二十面相の娘（演出）
- 乃木坂春香の秘密（演出）
- 絶対可憐チルドレン（2008年 - 2009年、演出）
- ソウルイーター（演出）
- おねがい♪マイメロディ きららっ★（2008年 - 2009年、絵コンテ）

2009年
- 咲-Saki-（絵コンテ・演出・ED3絵コンテ/演出）
- プリンセスラバー!（演出）
- 鋼の錬金術師 FULLMETAL ALCHEMIST（2009年 - 2010年、演出・OP4演出）

2010年
- 生徒会役員共（絵コンテ・演出）
- 伝説の勇者の伝説（演出）
- ひめチェン!おとぎちっくアイドル リルぷりっ（演出）

2011年
- GOSICK -ゴシック-（演出）
- リングにかけろ1 世界大会編（シリーズディレクター・絵コンテ・演出）
- X-MEN（演出）
- Aチャンネル（演出）
- ほんとにあった!霊媒先生（演出）
- だぶるじぇい（演出）
- スイートプリキュア♪（2011年 - 2012年、絵コンテ・演出）

2012年
- 輪廻のラグランジェ（演出）
- テルマエ・ロマエ（演出）
- あの夏で待ってる（絵コンテ）
- アクエリオンEVOL（演出）
- スマイルプリキュア!（2012年 - 2013年、絵コンテ・演出）
- 咲-Saki-阿知賀編 episode of side-A（絵コンテ・演出・OP演出）
- アクセル・ワールド（絵コンテ・演出・OP2演出・ED2演出）
- この中に1人、妹がいる!（絵コンテ・演出補・OP絵コンテ/演出）
- DOG DAYS'（演出）
- トリコ（絵コンテ）
- CØDE:BREAKER（演出）

2013年
- みなみけ ただいま（演出）
- ゆゆ式（絵コンテ・演出・OP絵コンテ/演出）
- 断裁分離のクライムエッジ（絵コンテ・演出）
- 絶対防衛レヴィアタン（絵コンテ・演出）
- ドキドキ!プリキュア（2013年 - 2014年、絵コンテ・演出）
- きんいろモザイク（演出・OP絵コンテ/演出）
- ロボットガールズZ（監督・絵コンテ・演出・OP絵コンテ/演出）
- キルラキル（絵コンテ・演出）
- 蒼き鋼のアルペジオ -アルス・ノヴァ-（演出）

2014年
- バディ・コンプレックス（演出）
- ブラック・ブレット（副監督・絵コンテ・演出・OP演出）
- ばらかもん（演出協力）
- 天体のメソッド（演出）

2015年
- ローリング☆ガールズ（絵コンテ・演出）
- それが声優!（監督・絵コンテ・演出・OP絵コンテ/演出）
- ルパン三世 PART IV（演出）
- ご注文はうさぎですか??（絵コンテ・演出）

2016年
- 紅殻のパンドラ（ED絵コンテ）
- ファンタシースターオンライン2 ジ アニメーション（演出）
- Dimension W（演出）
- ナースウィッチ小麦ちゃんR（演出）
- くまみこ（演出）
- ViVid Strike!（OP絵コンテ・演出）
- アイドルメモリーズ（絵コンテ・演出）
- フリップフラッパーズ（演出）
- 灼熱の卓球娘（絵コンテ・演出）

2017年
- AKIBA'S TRIP -THE ANIMATION-（監督・絵コンテ・演出）
- 魔法陣グルグル（シリーズディレクター・絵コンテ・演出）
- プリンセス・プリンシパル（演出）

2018年
- 宇宙戦艦ティラミス（監督・絵コンテ・演出）
- キラッとプリ☆チャン（2018年 - 2021年、監督・絵コンテ・演出）

2020年
- 群れなせ!シートン学園（監督・絵コンテ）
- トニカクカワイイ（監督）

2022年
- 新米錬金術師の店舗経営（監督）

2023年
- 魔法少女マジカルデストロイヤーズ（監督・絵コンテ）
- トニカクカワイイ（第2期、監督）
- ダークギャザリング（監督・絵コンテ）

2024年
- 結婚するって、本当ですか（監督・絵コンテ）
- ぷにるんず ぷに2（監督・絵コンテ）
- 株式会社マジルミエ（絵コンテ）

2025年
- キン肉マン 完璧超人始祖編（絵コンテ）
- ウィッチウォッチ（監督）

時期未発表
- カヤちゃんはコワくない（監督）

### 劇場アニメ
2011年
- 劇場版イナズマイレブンGO 究極の絆 グリフォン（演出）

2012年
- 劇場版ポケットモンスター ベストウイッシュ キュレムVS聖剣士 ケルディオ（演出）
- 劇場版イナズマイレブンGO vs ダンボール戦機W（演出）

2018年
- フリクリ プログレ（監督）（荒井和人、海谷敏久、小川優樹、井端義秀、末澤慧と共同）

2020年
- 劇場版BEM〜BECOME HUMAN〜（監督）

2024年
- i☆Ris the Movie - Full Energy!! -（監督）

### OVA
- こえでおしごと!（2010年、OP絵コンテ/演出）
- トニカクカワイイ 〜SNS〜（2021年、監督）

### Webアニメ
- こぴはん（2011年、絵コンテ）
- ニンジャスレイヤー フロムアニメイシヨン（2015年、絵コンテ・演出）
- ロボットガールズZプラス（2015年、監督・絵コンテ・演出）
- トニカクカワイイ 〜制服〜（2022年、監督）
- トニカクカワイイ 女子高編（2023年、監督）

### その他
- 農業ムスメ!（2010年、監督・絵コンテ・演出）
- 東映ロボットガールズ（2011年、絵コンテ・演出）